# Pont routier de la Mulatière
Ne pas confondre avec le tout proche Pont ferroviaire de la Mulatière.
Le pont routier de la Mulatière est un pont routier situé sur la Saône entre Lyon, en rive gauche, et La Mulatière, en rive droite, en France. Il est en fait constitué de deux ouvrages construits l'un à côté de l'autre (en 1966 et en 1972).

## Histoire

### Les premiers ponts routiers
Afin de faire la jonction entre la chaussée Perrache et la route royale du Languedoc, un pont franchissant la Saône à la hauteur de la Mulatière est prévu dès le premier projet d'Antoine Michel Perrache de 1766. Les échevins insistent pour que le pont soit construit entièrement en pierre.
Les fondations sont creusées à partir de 1776 par la compagnie Perrache. En 1781, Chabert, employé à la construction du pont, abandonne les travaux qui sont selon lui « engagés selon des procédés réprouvés par les règles de l'art ». Le pont est finalement mis en service en décembre 1782. Officiellement baptisé pont Bellevue, il est appelé couramment pont de la Mulatière du nom du hameau de Sainte-Foy-lès-Lyon qui devient une commune en 1885. Long de 120 m, il est constitué de cinq arches avec trois grandes en anse de panier côté de La Mulatière et deux plus petites du côté de la presqu'île. Moins d'un an après sa construction, ce pont est emporté par une crue du fleuve le 15 janvier 1783.
Par le traité du 23 septembre 1784, le comte de Laurencin, qui gère la compagnie Perrache, cède au roi la seigneurie directe sur l'ensemble des terrains depuis les remparts d'Ainay jusqu'à la Mulatière. En retour, le roi s'engage à reconstruire le pont de la Mulatière en pierre. Mais la rigueur de l'hiver 1788-1789 stoppe les travaux. Le 18 avril 1789 le roi annule son obligation de faire reconstruire le pont en pierre et charge les actionnaires de la compagnie Perrache de le réédifier en bois en échange de la concession du péage pour cent ans.
L'ingénieur de la province, Jean-François Lallier, reconstruit un nouveau pont en bois légèrement plus au Nord. Long de 250 m, il est constitué de onze travées. Il est ouvert par la compagnie de Perrache en 1792. L'année suivante, il est gravement endommagé lors du siège de Lyon et n'est réouvert à la circulation qu'en 1795. En 1800, le pont, très dégradé, doit être restauré. Émiland Gauthey remplacent une partie des arcs polygonaux d'origine par des arcs en charpente continus.

### Les anciens ponts mixtes rail-route
Une ordonnance royale de 1826 fixe le cahier des charges de la Compagnie Seguin et Biot en vue de construire le chemin de fer de Lyon à Saint-Étienne. Cette ligne nécessite le percement du tunnel de la Mulatière et la construction d'un pont ferroviaire dans la suite de son alignement. Le 4 juillet 1827, le conseil supérieur des Ponts et Chaussées approuve le projet de pont suspendu de 90 m présenté par Marc Seguin. Ce pont de chemin de fer doit doubler le pont routier de Lallier et s'appuyer sur les deux piles occidentales subsistantes de l'ancien pont de Perrache. En décembre, Seguin propose de remplacer le pont suspendu par un pont fixe à quatre travées en charpente, plus sûr. Malgré l'opposition de l'ingénieur départemental Favier et sans attendre l'avis du conseil supérieur, Seguin commence la construction de son pont. En 1828, il propose de construire un pont fixe fusionnant les deux ponts. L'autorisation lui est donnée par ordonnance royale du 13 décembre 1829. Le pont de Lallier alors en service est détruit. Le nouveau pont, officiellement baptisé pont d'Orléans mais qu'on continue d'appeler pont de la Mulatière, est ouvert à la circulation le 1er octobre 1830.
Ce nouveau pont, constitué de six arches en bois, est large de 18 m et long de 151,20 m. L'étroitesse des travées gêne la navigation fluviale. Une pile et deux arches sont emportées par la crue de 1840. Deux ponts suspendus provisoires, l'un pour le trafic ferroviaire, l'autre pour le trafic routier, sont immédiatement installés. Le 25 février 1841, un rapport de la chambre de commerce demande la reconstruction du pont de La Mulatière en vue de faciliter la navigation fluviale. Les ingénieurs des Ponts et Chaussées refusent donc la reconstruction à l'identique. L'ingénieur Hyacinthe Garella propose de supprimer une pile sur deux du pont et de construire quatre arches métalliques plus hautes. Le 26 mai 1842, la chambre de commerce réitère sa demande de reconstruction du pont. Marc Seguin accepte alors de reprendre le projet Garella. L'ingénieur Antoine Rémy Polonceau, spécialiste des ponts métalliques en fonte depuis la construction du pont du Carrousel en 1834, est chargé du projet. Le nouveau pont est ouvert à la circulation en juin 1845. En 1854, une deuxième voie ferrée est installée sur le pont. Afin de faciliter la navigation fluviale, tous les ponts Lyonnais sont surélevés en 1858. Les arcs de fonte surbaissés de Polonceau, composés de cylindres creux assemblés par boulonnage, sont remplacées par une simple superstructure métallique. Le pont est composé d'un tablier métallique reposant sur des piles en maçonnerie en pierre de Porcieu-Amblagnieu.
Au début du XXe siècle, le pont mixte surchargé est en mauvais état. En 1916, la circulation ferroviaire est donc détournée sur le nouveau pont ferroviaire de la Mulatière et ce pont est ensuite réservé à la circulation routière.

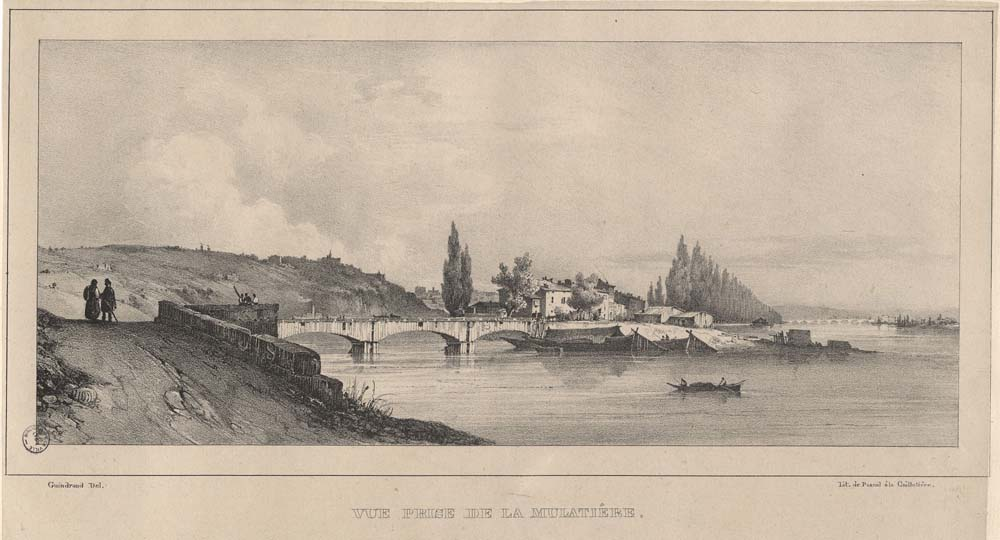
pont du chemin de fer avec un train à chevaux, portant houille
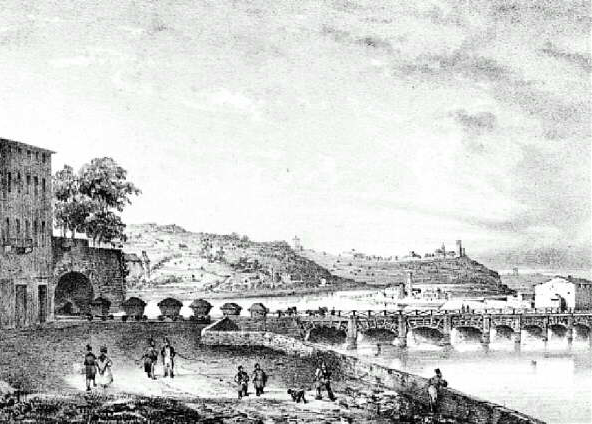
Vue par Antoine Guindrand
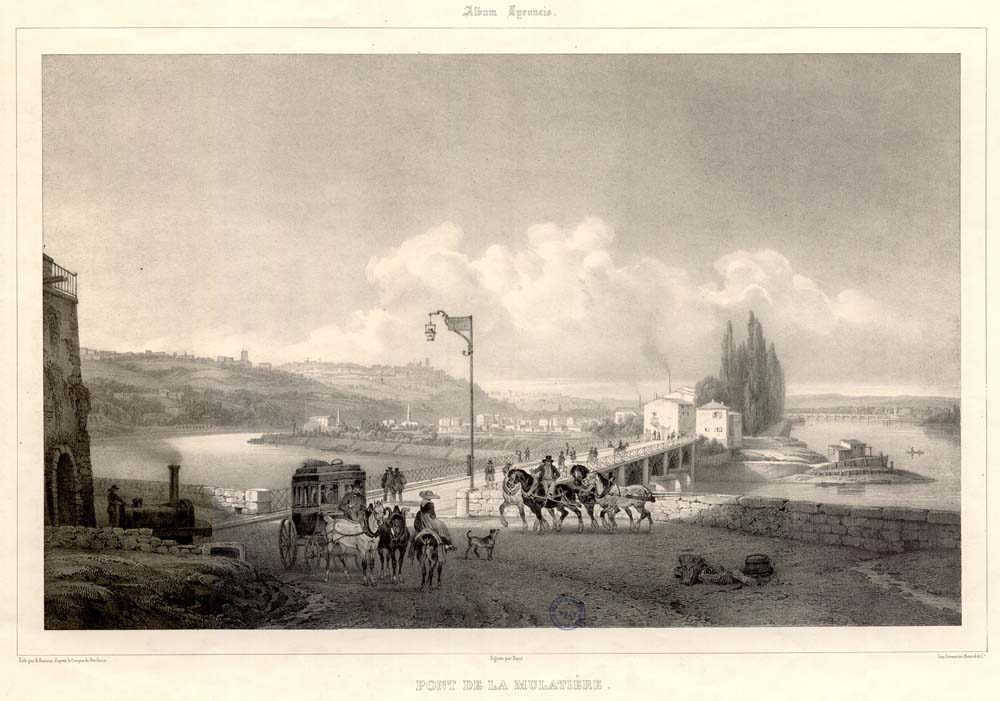
Vue par Édouard Hostein

### Les ponts routiers duXXesiècle
En 1936, le pont du milieu du XIXe siècle est remplacé par un nouveau pont métallique de type cantaliver à charge illimitée et à travées indépendantes. Il passe à 17 m de large. Endommagé en septembre 1944 lors de la retraite de l'armée allemande, le pont est à nouveau opérationnel à partir de 1946.
En 1960-1972, le quai Perrache est transformé en voie autoroutière (A7). En 1966, un nouveau pont en acier et béton précontraint est construit. En 1972, un nouveau pont est accolé à l'ancien, formant un ensemble de 38 m de large pour 182,31 m de long. Les deux ponts sont chacun formés d'une grande arche centrale de 89 m pour la navigation et de deux arches latérales.

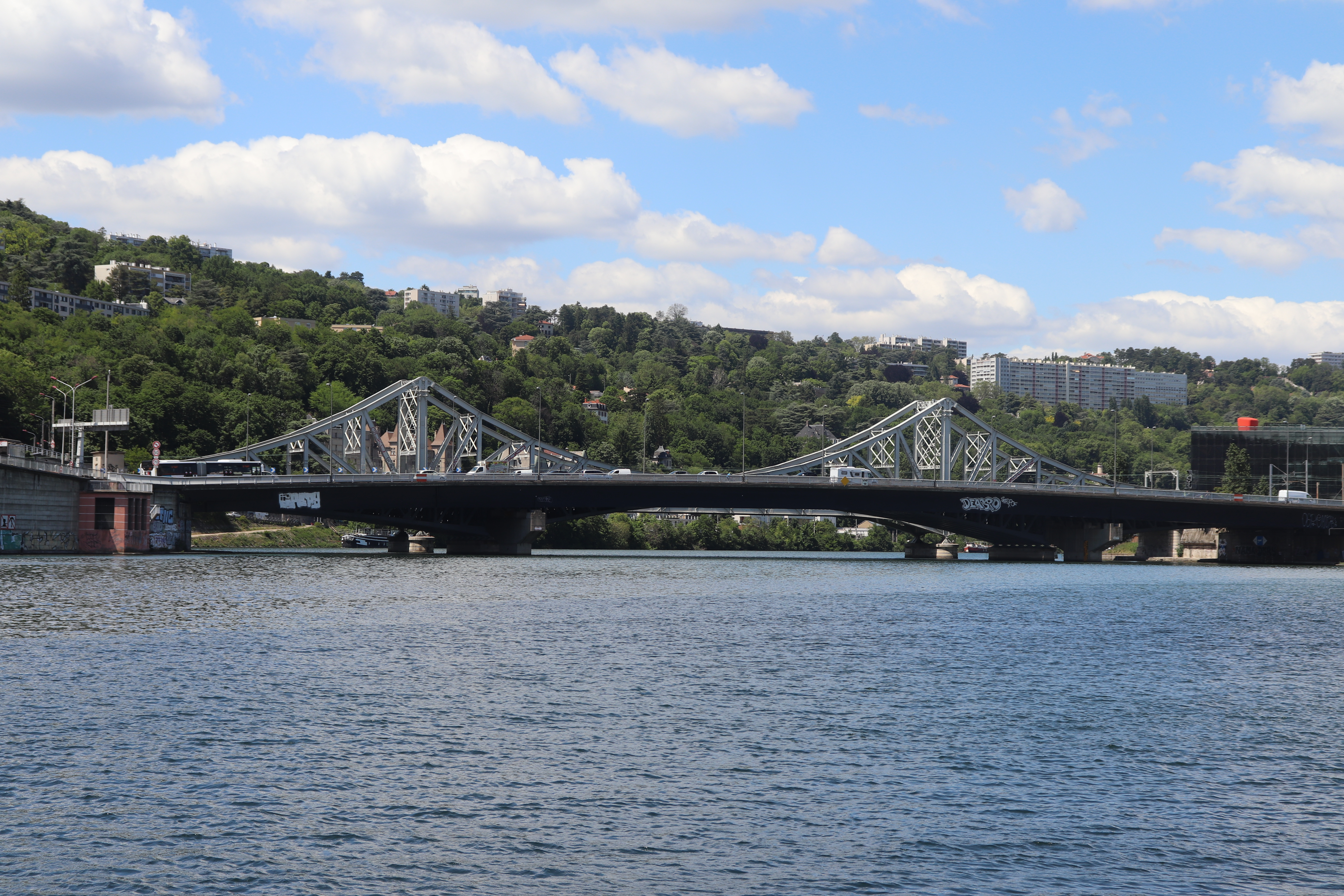
Vue générale du pont routier, en arrière le pont métallique
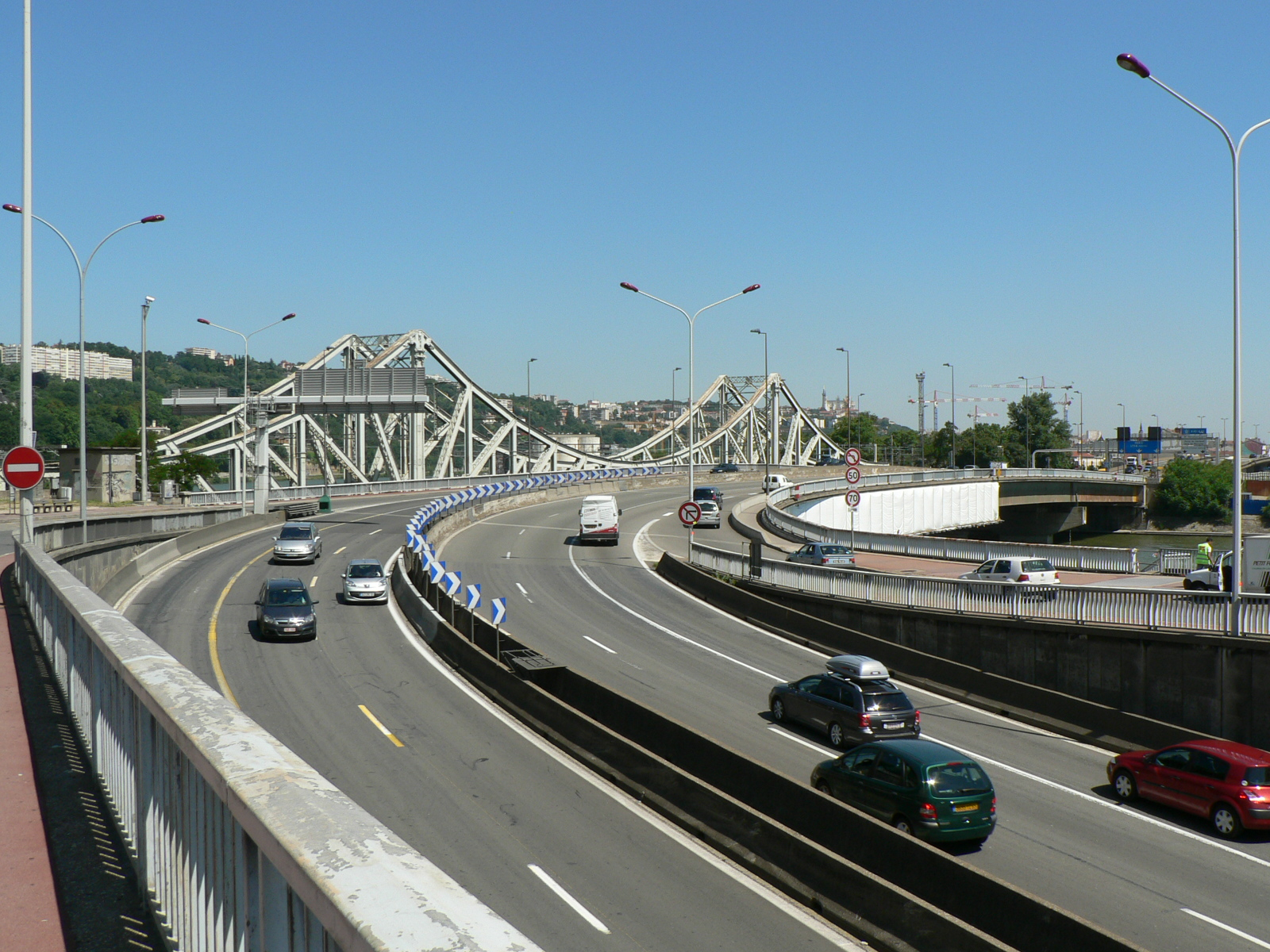
Les chaussées du pont routier enjambant La Saône. A gauche le pont métallique ferroviaire

## Dans la culture populaire
- Le film de Philippe Godeau 11.6, sorti en 2013, est tourné en partie sur le pont routier de la Mulatière. Le pont ferroviaire est également visible[6].

## Sources
- Cet article est partiellement ou en totalité issu de l'article intitulé « Ponts de Lyon » (voir la liste des auteurs).

- Cet article est partiellement ou en totalité issu de l'article intitulé « Ponts de la Mulatière » (voir la liste des auteurs).